# SubRosa
SubRosa war eine US-amerikanische Stoner-Rock-, Sludge- und Doom-Metal-Band aus Salt Lake City, Utah, die 2005 gegründet und 2019 aufgelöst wurde.

## Geschichte
Die Band wurde im Sommer 2005 von der Gitarristin und Sängerin Rebecca Vernon und der Violinistin Sarah Pendleton gegründet. Kurz nach der Gründung begann Vernon in ihrem Apartment mit dem Schreiben der ersten Lieder. Hieraus entstand das selbstveröffentlichte Demo The Worm Has Turned, das im Juni 2006 erschien. Das Debütalbum schloss sich im März 2008 bei I Hate Records unter dem Namen Strega an, welches von Devo Andersson abgemischt worden war. Noch im selben Jahr kam Kim Pack als weitere Violinistin hinzu. In Eigenveröffentlichung erschien ein Jahr später die EP Swans Trapped Under Ice. Bei Profound Lore Records erschien im Sommer 2011 das von Andy Patterson produzierte Album No Help for the Mighty Ones. Abgemischt und gemastert wurde das Material von Devo Andersson. Patterson kam 2012 als Schlagzeuger zur Besetzung. In den folgenden Jahren trat die Gruppe bei verschiedenen Festivals wie dem Roadburn Festival 2015, dem Hellfest, dem Fall into Darkness, dem Scion Rock Fest, dem Housecore Horror Fest, dem Uninvited, dem Southwest Terror Fest, dem Hopscotch, dem Treefort, dem Durbuy Fest in Belgien, dem Doom over Leipzig, dem Psycho California und dem Pabst Festival in Portland, Oregon, auf. Zudem ging die Gruppe auf drei Touren durch Europa, sowie auf Tournee durch die USA und Kanada mit Boris und Atlas Moth im August 2014. Im September 2015 ging es auf Tour durch die Westküste der Vereinigten Staaten und Kanada als Vorgruppe für Cult of Luna und Minsk und spielte zusammen mit Samothrace und Eight Bells. 2014 fungierte SubRosa als Vorgruppe für Neurosis und Deafheaven bei verschiedenen Auftritten in Denver, Colorado. Im September 2013 erschien mit More Constant Than the Gods das nächste Album. Im folgenden Jahr stieß Levi Hanna als Bassist hinzu. Im August 2016 wurde mit For This We Fought the Battle of Ages das nächste Album veröffentlicht. Am 20. Mai 2019 gab die Band ihre Auflösung bekannt.

## Stil
Laut laut.de spielt die Band eine aggressive Mischung aus Doom Metal und Sludge, die „mit melancholischen Violinenklängen und traditioneller amerikanischer Folklore“ angereichert werde. More Constant Than the Gods sei zugängiger als die Vorgänger, während For This We Fought the Battle of Ages wieder sperriger und zähflüssiger klinge. Eduardo Rivadavia von Allmusic befand, dass die Gruppe ihre Musik auf Doom Metal, Sludge und Stoner Rock gründet. Angereichert werde die Musik durch Gothic-, Psychedelic- und Indie-Rock. Im Interview mit Andreas Schiffmann gab Rebecca Vernon an, dass es sich bei For This We Fought the Battle of Ages um ein Konzeptalbum handelt, das auf dem Roman Wir von Jewgeni Iwanowitsch Samjatin basiert. Die Songs seien nach Art einer Oper strukturiert worden, um sie dem Buch erzählerisch anzugleichen. In derselben Ausgabe rezensierte Schiffmann das Album und stellte fest, dass sich die Band von „Melvins-Dröhn-Rock zu einer Doom-Festung“ entwickelt habe. Auf dem Tonträger gebe es sowohl „Bandwurm-Songs wie liedhafte Momente, sowohl traditionelle Plattmacher-Riffs als auch avantgardistischer Geigen-Katzenjammer, irdische Post-Metal-Schwere und das entrückt Spirituelle der Jex Thoths dieser Welt“. Zudem würden Elemente aus dem Gothic Rock im Stil von Siouxsie and the Banshees verwendet werden.

## Diskografie
- 2006: The Worm Has Turned (Demo, Eigenveröffentlichung)
- 2008: Strega (Album, I Hate Records)
- 2009: Swans Trapped in Ice (EP, Eigenveröffentlichung)
- 2011: No Help for the Mighty Ones (Album, Profound Lore Records)
- 2013: More Constant than the Gods (Album, Profound Lore Records)
- 2016: Key of the Eidolon (Single, Decibel)
- 2016: For This We Fought the Battle of Ages (Album, Profound Lore Records)